# استیو میلر بند

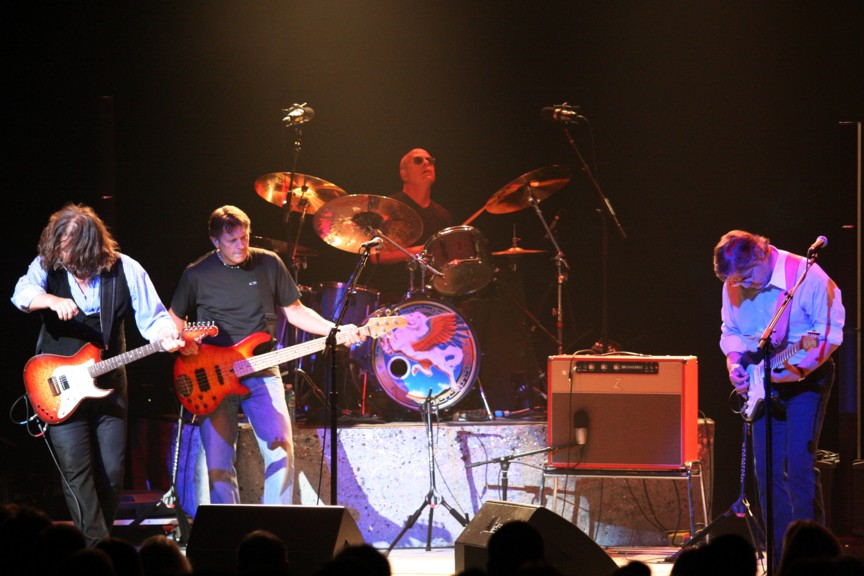

استیو میلر بند (به انگلیسی: Steve Miller Band) نام یکی از مشهورترین و خلاق‌ترین گروه‌های موسیقی راک آمریکا است، که از سال ۱۹۶۶ به رهبری استیو میلر، نوازنده گیتار، شروع به کار کرد و در دهه ۷۰ میلادی به اوج شهرت رسید. دیگر اعضای گروه نورتون بوفالو، گوردی ناتسون، کنی لی لوئیس، و بیلی پیتریون بودند.
از مشهورترین آهنگهای این گروه می‌توان به موارد زیر اشاره نمود:
- Fly like an Eagle
- Keep on Rockin me baby
- The joke
- Abracadabra